# Águeda Pizarro
Águeda Pizarro Oniçiu (New York, Estados Unidos; 1941) es una poeta, gestora cultural y escritora Colomboamericana, de ascendencia española y rumana, que ejerce como directora del Museo Rayo dedicado al dibujo y grabado latinoamericano, en reconocimiento del pintor Ómar Rayo, ubicado en el municipio de Roldanillo, Valle del Cauca en Colombia.
Águeda Pizarro es hija del español Miguel Pizarro Zambrano y García de Caravantes y de Gratiana Oniçiu, una aristócrata rumana que fue alumna suya en la Universidad de Bucarest. Su padre fue escritor, profesor y diplomático. También fue primo de la filósofa Maria Zambrano, amigo y colaborador de Federico Garcia Lorca, Jorge Guillen y Pedro Salinas exiliado en 1939 debido a la guerra civil española.
Se graduó en filología románica, artes y literatura francesa en la Universidad de Columbia en New York donde años más tarde sería profesora de francés y español. Además, en el año 1985, crea el encuentro de poetas colombianas, que se realiza todos los años teniendo una gran acogida, que le permite consolidarse como el primero y único en su clase en Colombia, pues ha permitido que varias artistas muestren y difundan sus obras, en este espacio cultural que se celebra en Roldanillo, Valle del Cauca.
Algunas de sus obras más relevantes son: País Piel (1987), Soy Sur (1988), Saremas (1996), dedicado a su hija Sara, Labio adicto (1972), Ultramor (1998), Miguel Pizarro, flecha sin blanco (2004) entre otras.

## Vida personal
Águeda Pizarro estuvo casada con el artista colombiano Ómar Rayo hasta que este murió en el año 2010, fruto de esa unión nació su hija Sara Rayo Pizarro, quien también es artista y continua con el legado dejado por su padre.